# Nelsonville (Wisconsin)
Nelsonville é uma vila localizada no estado norte-americano de Wisconsin, no Condado de Portage.

## Demografia
Segundo o censo norte-americano de 2000, a sua população era de 191 habitantes.
Em 2006, foi estimada uma população de 178, um decréscimo de 13 (-6.8%).

## Geografia
De acordo com o United States Census Bureau tem uma área de
2,7 km², dos quais 2,6 km² cobertos por terra e 0,1 km² cobertos por água.

## Localidades na vizinhança
O diagrama seguinte representa as localidades num raio de 16 km ao redor de Nelsonville.